# Ventrículo único
Ventrículo único é uma malformação cardíaca congénita com uma incidência inferior a 10% de todas as cardiopatias congénitas (segundo algumas estatísticas) e 5 em cada 100 000 nascimentos, caracterizada pela presença de um único ventrículo e duas aurículas. A comunicação entre as aurículas e os ventrículos faz-se por uma única válvula - canal atrioventricular. Não faz parte do síndrome de hipoplasia do ventrículo esquerdo.

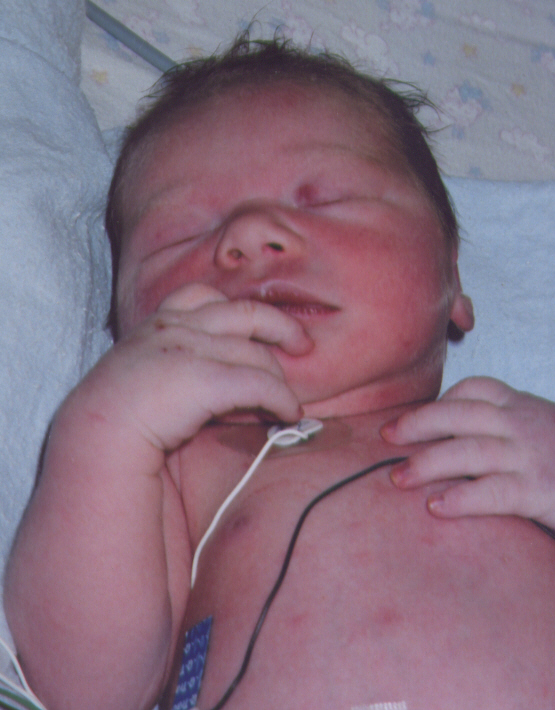
Cyanotic neonate.

Esta anomalia anatómica leva a um importante shunt esquerdo-direito com hipertensão arterial pulmonar de evolução rápida.

## Descrição
Ventrículo único  é uma malformação grave com uma mortalidade elevada, 85% nos primeiros 2 anos de vida. A morte é devida a hipóxia e insuficiência cardíaca. Quando a criança consegue ultrapassar o segundo ano de vida a taxa de mortalidade baixa, sendo de cerca de 9% dos 2 aos 15 anos. Alguns pacientes conseguem atingir os 40-50 anos dependendo das malformações associadas. Assim, a presença de una estenose da  via de ejecção aórtica tem um prognóstico vital grave. O mesmo acontece em presença de estenoses severas ou atrésia da vávula pulmonar. Porém as estenoses moderadas da via pulmonar, apesar da hipóxia que provocam, protegem o leito vascular pulmonar e têm um melhor prognóstico. Estes casos são os que podem beneficiar de uma cirurgia paliativa e chegar à idade adulta.
O diagnóstico precoce é fundamental e numa tentativa de salvar a vida, se as condições vitais do recém-nascido são favoráveis, a primeira cirurgia será provocar uma estenose pulmonar moderada ("banding" da artéria pulmonorar), nos casos em que ela não existe, para proteger o leito vascular pulmonar e evitar o desenvolvimento da tão temida hipertensão arterial pulmonar.
Apesar de não haver sinais de sofrimento fetal pois as circulações pulmonar e sistémica estão interligadas , o diagnóstico pode ser efectuado "in utero" por ecocardiografia fetal e as lesões associadas podem ser avaliadas (o que depende da experiência do examinador).
Posteriormente, quando as condições do paciente o permitem, a intervenção de Glenn consiste em fazer uma anastomose  cavo-pulmonar parcial, o que redirecciona  o fluxo de sangue venoso da veia cava superior directamente para os pulmões. Mais tarde, por volta dos 4 anos poderá ser efectuada a "intervenção de Fontan" ou ou anastomose cavo-pulmonar total (posta em prática inicialmente para correcção da atrésia da válvula tricúspide), em que o sangue da veia cava inferior é também dirigido para os pulmões.
Usualmente o ventrículo único associa-se a outras malformações cardíacas que serão corrigidas cirurgicamente, dependendo das condições do paciente.